# Marienbibliothek
Die Marienbibliothek zu Halle an der Saale ist eine wissenschaftliche evangelische Kirchenbibliothek in Halle (Saale). Sie ist die älteste und größte ununterbrochen öffentlich zugängliche Bibliothek ihrer Art in Deutschland.

## Geschichte
Die Marienbibliothek wurde 1552 von Sebastian Boetius, dem Oberpfarrer der St. Marienkirche, der heutigen Marktkirche Unser Lieben Frauen, gegründet. Boetius kaufte dazu auf der Leipziger Messe mit dem Geld aus einer Spende einige Bücher. Durch Schenkungen und Ankäufe vergrößerte sich der Buchbestand sehr rasch. Die Marienbibliothek war bis zur Gründung der Universitätsbibliothek Halle im Jahr 1696 die einzige öffentliche Büchersammlung der Stadt, die bis dahin auch von den Studenten und Professoren der neu gegründeten Universität benutzt werden musste. Auch danach konnte die nur langsam wachsende Universitätsbibliothek den Literaturbedarf nicht abdecken. Gestützt von einem kurfürstlichen Benutzungsprivileg aus dem Jahr 1697  bevorzugten die Professoren auch weiterhin die umfangreichere Marienbibliothek.

## Gebäude

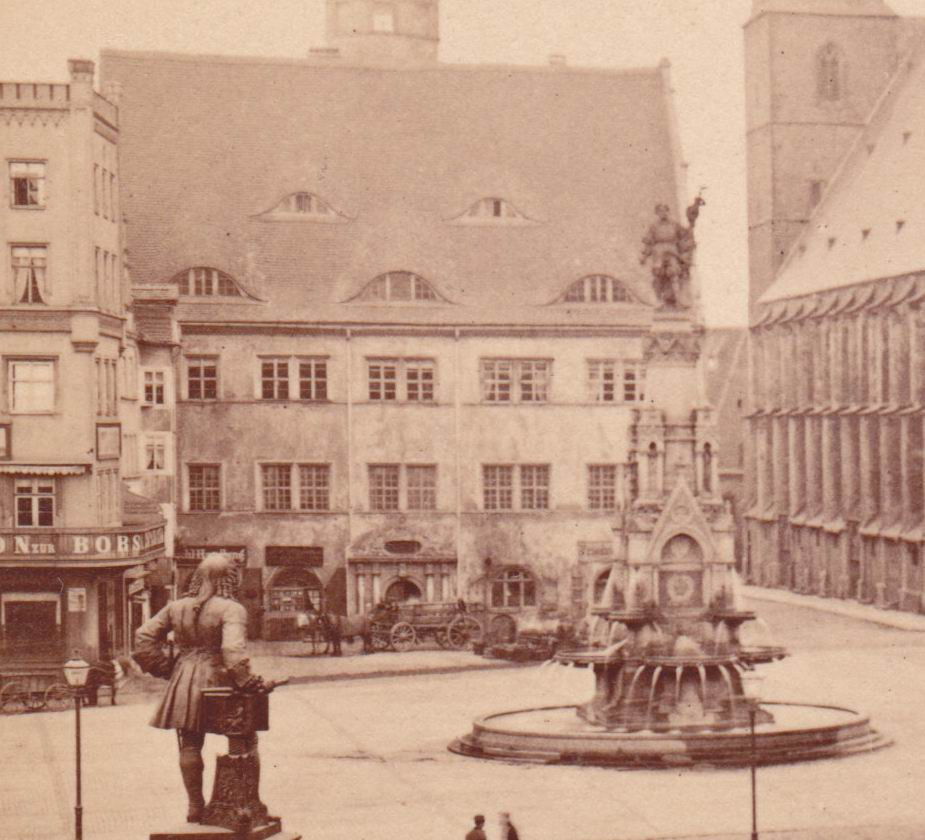
Domizil von 1609 bis 1889

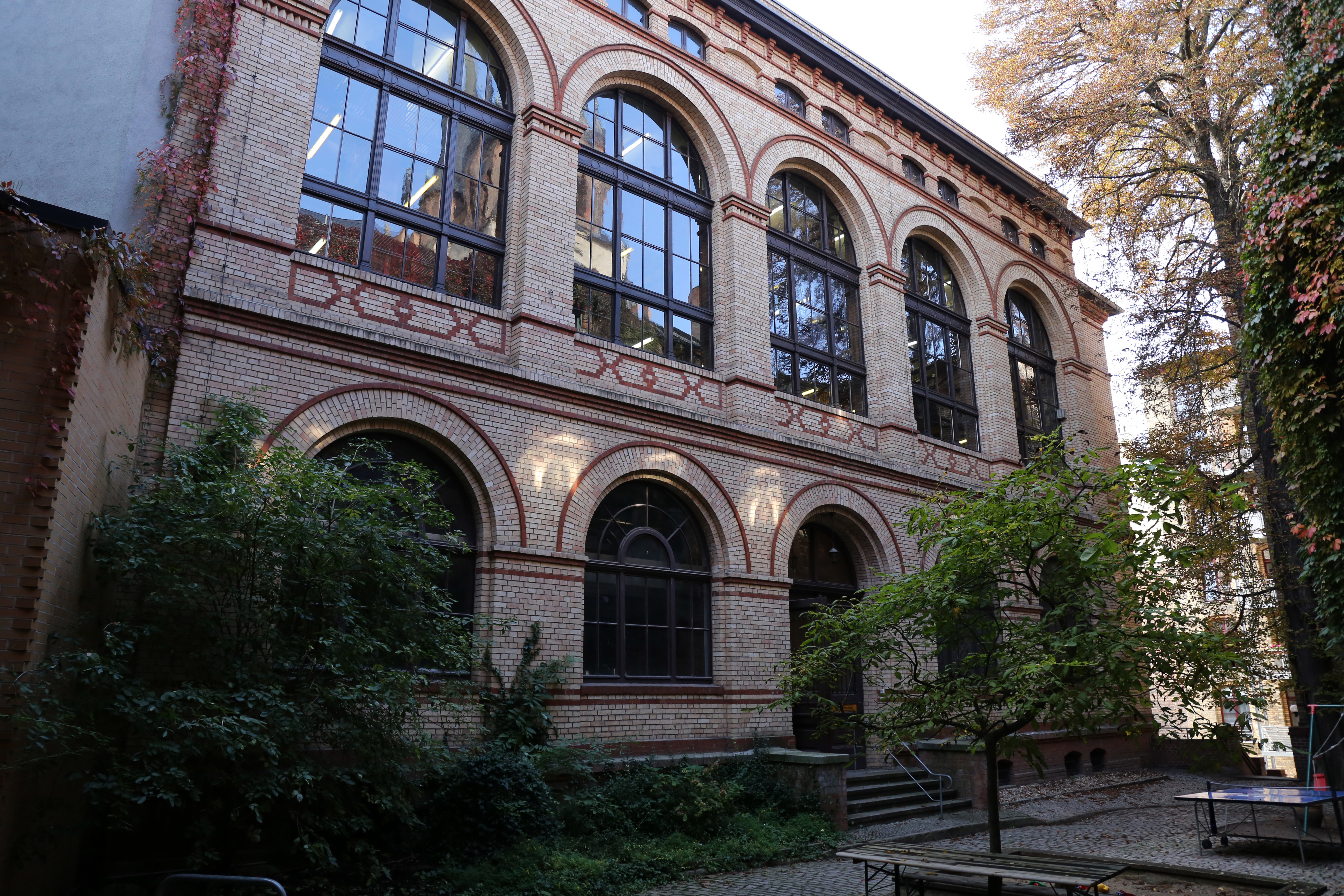
Außenansicht der Marienbibliothek in Halle

Die Bestände der Bibliothek waren ursprünglich im südlichen Hausmannsturm der Marktkirche untergebracht. Zu Beginn des 17. Jahrhunderts war der Bestand jedoch so weit angewachsen, dass man 1607–1609 südlich der Kirche ein neues Bibliotheksgebäude baute. Dieses neben der Marktkirche gelegene Renaissancehaus, in dessen Obergeschoss sich der von einem Gewölbe getragene Bibliothekssaal befand, diente auch als Pfarrhaus und Superintendentur.
In den Jahren 1887/88 erfolgte durch Reinhard Knoch & Friedrich Kallmeyer ein Neubau An der Marienkirche 1 (im Hof der Pfarrhäuser der Marktkirche). Dieser machte das alte Bibliotheksgebäude überflüssig, und es wurde 1889 abgebrochen. Im neuen zweigeschossigen Backsteinrohbau befinden sich im Erdgeschoss die als Traukirche errichtete Gertraudenkapelle und im Obergeschoss hinter großen Rundbogenfenstern das Magazin. Das selbsttragende Regalsystem erstreckt sich über drei Zwischengeschosse. Es wurde platzsparend mit gusseisernen Stützen und Eisenrosten als Geschossböden bzw. -decken nach dem seinerzeit neuen und modernen französischen Magazinsystem angelegt.

## Bestände

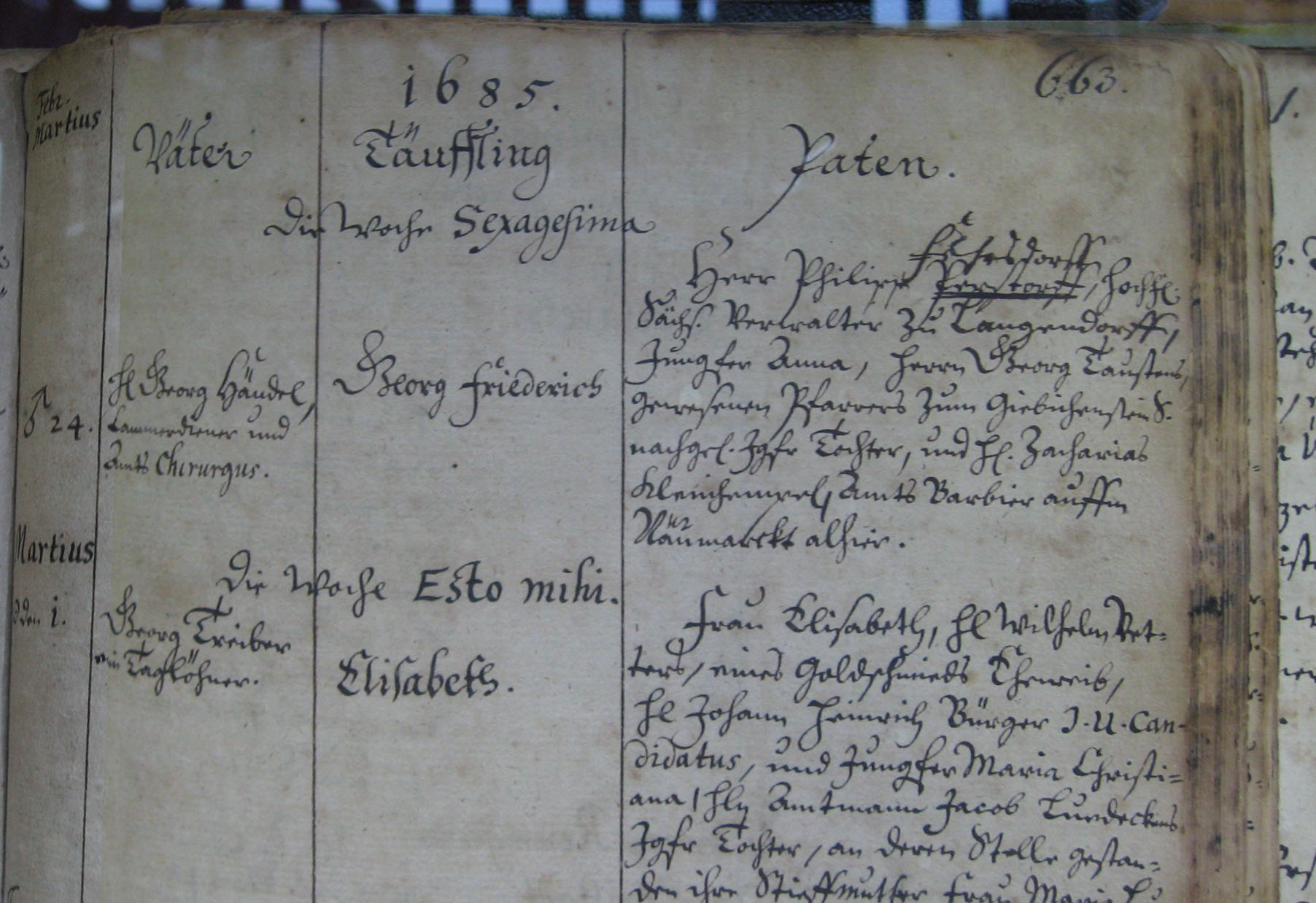
Eintrag im Taufregister der Marktkirche Unser Lieben Frauen am 24. Februar 1685: Taufe Georg Friedrich Händels

Die Bibliothek umfasst heute ca. 36.000 Bände vorwiegend aus dem 15. bis 18. Jahrhundert. Darunter befinden sich über 435 Inkunabeln, 308 Handschriften und 229 Urkunden aus dem 13. bis 18. Jahrhundert. Von besonderem Interesse sind die Torarolle aus dem frühen 14. Jahrhundert und die umfangreichen Sammlungen von Flugschriften aus dem 16. und 17. Jahrhundert. Zum Bestand gehören außerdem Bibeldrucke (darunter solche mit eigenhändigen Eintragungen Luthers), theologische Literatur aber auch frühe Editionen zur Philosophie, Jura, Medizin, Astronomie und Astrologie. Auch das Archiv der Marktkirche einschließlich der Bestände der ehemaligen Gemeinden St. Ulrich, St. Moritz und St. Georgen lagert hier. Es umfasst den Zeitraum vom 16. Jahrhundert bis in die Gegenwart. Die darin enthaltenen Kirchenbücher – u. a. mit Händels Taufeintrag – sind für die Benutzung durch Dritte gesperrt. Sie sind jedoch als Mikrofilme im Archiv der Evangelischen Kirche der Kirchenprovinz Sachsen, einem EKM-Archiv in Magdeburg, verfügbar.
Die Marienbibliothek besitzt weiterhin vier umfangreiche geschlossen erhalten gebliebene Gelehrtenbibliotheken aus dem 17. und 18. Jahrhundert. Es sind die Bibliotheken von Friedrich Hoffmann (1660–1742) mit 760 Bänden, von Johann Christlieb Kemme (1738–1815) mit 3650 Bänden, von Christian Gottlob Zschackwitz (1720–1767) mit 2000 Bänden und von Joachim Oelhafen (1603–1690). Außerdem besitzt sie mit der Bibliothek von Karl Christian Lebrecht Franke (1796–1879) eine Pfarrerbibliothek aus dem 19. Jahrhundert.
Seit 1986 verwahrt die Bibliothek als Depositum die historischen Buchbestände der drei Kirchenbibliotheken von Sangerhausen (St. Ulrici), Weißenfels (St. Marien) und Schneidlingen (St. Sixti).
2009 kamen als Folge der Vereinigung der Evangelischen Kirche der Kirchenprovinz Sachsen und der Evangelisch-Lutherischen Kirche in Thüringen zur Evangelischen Kirche in Mitteldeutschland die Gesangbuchsammlung des Evangelischen Konsistoriums Magdeburg und mit der Auflösung der Evangelischen Kirche der Union die Gesangbuchsammlung dieser Kirche mit zusammen ca. 6.000 Bänden als Depositum in die Marienbibliothek. Zu den 1.400 halleschen Gesangbüchern kam 2009 zusätzlich die Thüringer Sammlung mit 700 Gesangbüchern. Seitdem besitzt die Marienbibliothek mit rund 8.000 Exemplaren eine der größten Gesangbuchsammlungen Deutschlands.
Die Marienbibliothek ist eine Präsenzbibliothek. Sie zählt zusammen mit der Bibliothek der Franckeschen Stiftungen und der Universitäts- und Landesbibliothek Sachsen-Anhalt zu den drei bedeutendsten Büchersammlungen der Saalestadt.

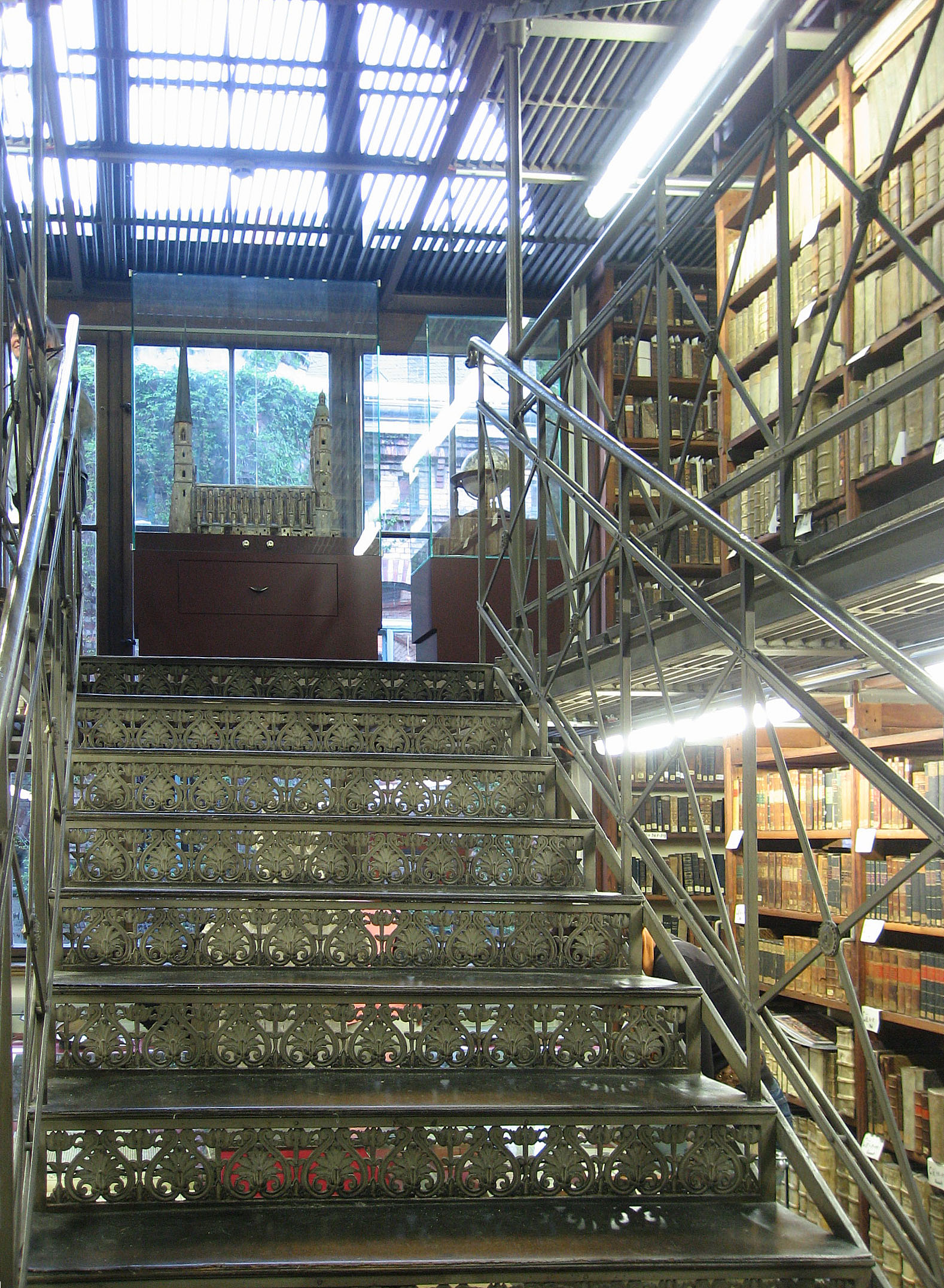
Magazin im Obergeschoss
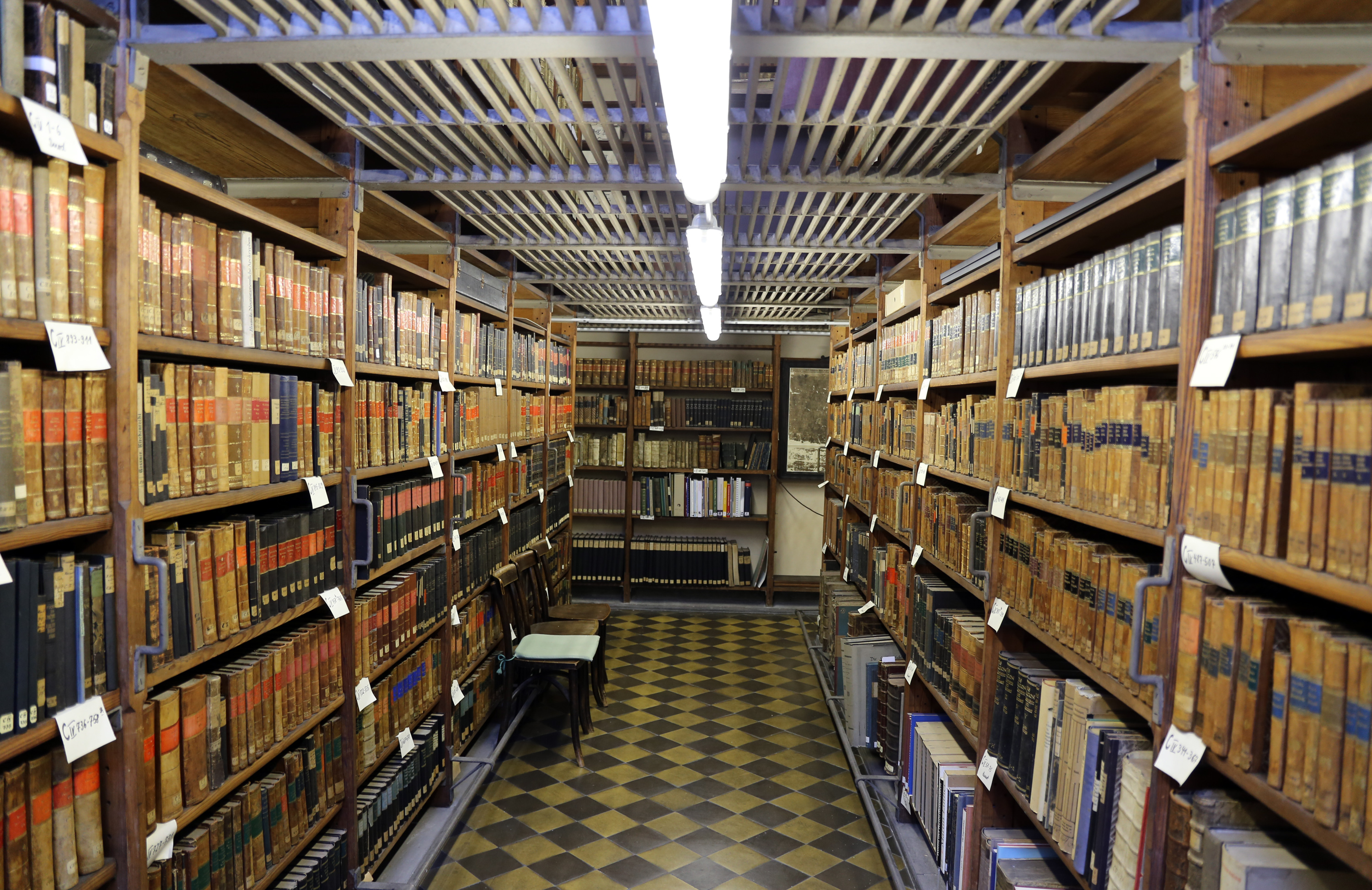
Magazin
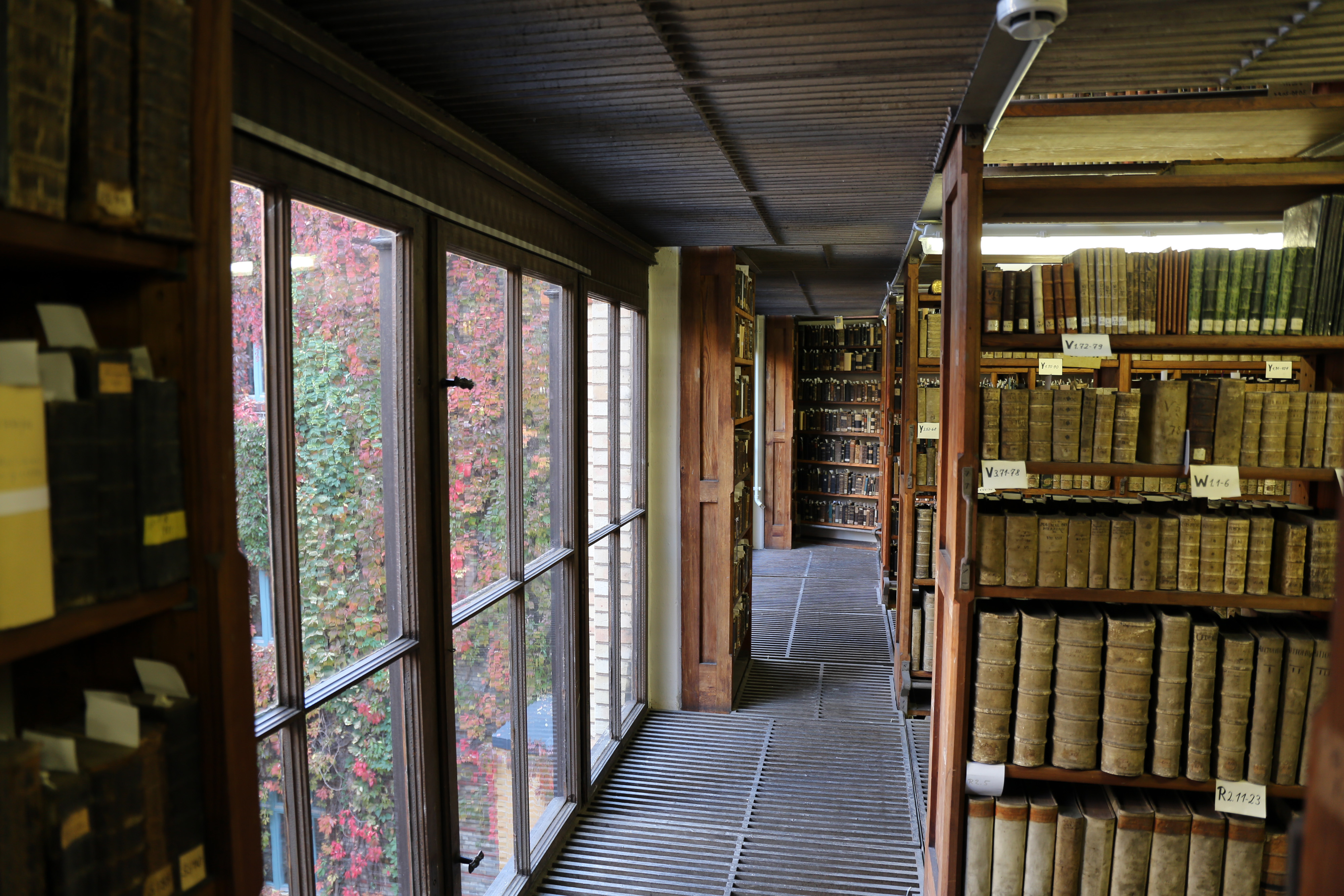
Magazin

## Ausstellungen
- 2002/03: 450 Jahre Marienbibliothek zu Halle. Kostbarkeiten und Raritäten einer alten Büchersammlung. Im Historischen Waisenhaus der Franckeschen Stiftungen in Halle (Saale).
- 2007: Die Marienbibliothek in Halle. Ausstellung im Foyer des Landtags in Magdeburg.
- 2016/17: Wissensspeicher der Reformation. Die Marienbibliothek und die Bibliothek des Waisenhauses in Halle. Im Historischen Waisenhaus der Franckeschen Stiftungen in Halle (Saale).

Kabinettausstellungen in der Bibliothek
- 2011: Religions-Sachen – Zur materiellen Kultur protestantischer Frömmigkeit.
- 2012: „So klingt es schön in meinem Liede“ – Gesangbücher und Musikdrucke aus 500 Jahren.
- 2013: Die Hallensia-Sammlung – Stadtgeschichte in der Marienbibliothek.
- 2014: „Hoffnung mein Trost“ – Die Schätze der Frau von Selmenitz.
- 2015: Aus den Wissensgebieten der Marienbibliothek.
- 2016: Sonne, Mond und Sterne ... Einblicke in die astronomisch-astrologische Sammlung der Marienbibliothek.
- 2017: Die Marienbibliothek im Laufe der Jahrhunderte.
- 2018: Erlebte Fremde. Reiseberichte aus der Frühen Neuzeit in der Marienbibliothek.
- 2019: Leben in Halle durch die Jahrhunderte – Spurensuche in den Beständen der Marienbibliothek.
- 2020: Das Wirken der Familie Olearius in Halle a. d. Saale.
- 2024: Halle in historischen Handschriften aus dem Bestand der Marienbibliothek.

## Infoflyer
- Die Marienbibliothek zu Halle an der Saale. (2018)
- Die mittelalterliche Torarolle in der Marienbibliothek zu Halle an der Saale. (2019)